# Список улиц Йошкар-Олы
В настоящем списке приведены улицы, проспекты, бульвары, набережные, площади, шоссе, тракты, переулки и проезды Йошкар-Олы.

## Проспекты
- Воскресенский. Начинается от перекрёстка с улицей Водопроводной, заканчивается на перекрёстке с улицей Эшкинина и бульваром Чавайна.
- Гагарина. Начинается от перекрёстка с Ленинским проспектом и улицей Комсомольской, заканчивается на перекрёстке с улицей Яналова. До 1967 г. — улица Комсомольская.
- Ленинский. Начинается от перекрёстка с улицами Лебедева и Карла Либкнехта, заканчивается на перекрёстке с улицей Машиностроителей (напротив площади Победы). До 1966 г. — улица Институтская. До 1937 г. — улица Чавайна.
- Царьградский. Начинается от перекрёстка с улицами Эшкинина и Воинов-интернационалистов, заканчивается на перекрёстке с улицами Вознесенской и Красноармейской. Образован в 2014 году путём переименования части улицы Воинов-интернационалистов[1].

## Площади
- В. И. Ленина. Ограничена Ленинским проспектом, улицами Волкова, Гоголя, Комсомольской. До 1966 г. — Центральная.
- Воинской славы. В Центральном парке культуры и отдыха имени ХХХ-летия ВЛКСМ, в створе бульвара Победы.
- Гоголя. На набережной Амстердам, в створе улицы Гоголя.
- Комсомольская. Ограничена улицами Комсомольской, Красноармейской, Маяковского.
- Никонова. На бульваре Чавайна между улицей Вознесенской и площадью Республики. Пресвятой Девы Марии.
- Оболенского-Ноготкова. На Ленинском проспекте по обе стороны от улицы Палантая.
- Патриаршая. На набережной Брюгге.
- Победы. На перекрёстке Ленинского проспекта, улиц Машиностроителей, Свердлова и бульвара Победы.
- Пушкина. На перекрёстке улиц Пушкина и Первомайской.
- Революции. Ограничена улицами Советской и Вознесенской. До 1919 г. — Базарная.
- Республики Пресвятой Девы Марии. На бульваре Чавайна между площадью Никонова и Воскресенской набережной.
- Царьградская. Между Воскресенской набережной и Троицким переулком.
- Юбилейная. Ограничена проспектом Гагарина, улицами Панфилова, Советской и Хасанова.

## Бульвары
- Бульвар 70-летия Победы в Великой Отечественной войне. Начинается от перекрёстка с улицей Петрова и бульваром Ураева, заканчивается перекрёстком с Воскресенским проспектом.[2]
- Бульвар Данилова. Начинается от перекрёстка с улицей Карла Либкнехта, заканчивается перекрёстком с улицей Мира.
- Бульвар Победы. Начинается от перекрёстка с улицей Первомайской (напротив площади Воинской славы), заканчивается на перекрёстке с улицами Машиностроителей и Свердлова (напротив площади Победы). До 2006 г. — бульвар Свердлова. До 1962 г. — улица Колхозная.
- Бульвар Ураева. Начинается от перекрёстка с улицами Кирова и Мира, заканчивается перекрёстком с улицей Петрова и бульваром 70-летия Победы в Великой Отечественной войне.
- Бульвар Чавайна. Начинается от перекрёстка с улицей Кирова, заканчивается перекрёстком с улицей Комсомольской.

## Набережные
- Набережная Амстердам. По правому берегу реки Малая Кокшага от улицы Пушкина и Воскресенской набережной до улицы Гоголя.
- Набережная Брюгге. По левому берегу реки Малая Кокшага от Царьградского проспекта до бульвара Чавайна.
- Воскресенская набережная. По правому берегу реки Малая Кокшага от Царьградского проспекта до улицы Пушкина и набережной Амстердам. До 2008 года — улица Анисимовская. До 1919 года — Троицкая улица.

## Шоссе и тракты
- Казанский тракт. Начинается от перекрёстка улиц Мира и Звёздной.
- Козьмодемьянский тракт. Начинается от перекрёстка с улицами Ползунова и Суворова до перекрёстка с улицами Йывана Кырли и Зелёная.
- Кокшайский тракт. От перекрёстка Кокшайского проезда и улицы Большое Чигашево.
- Оршанское шоссе. От перекрёстка с улицами Водопроводной и Орая.
- Сернурский тракт. От перекрёстка с улицами Водопроводная и Петрова.
- Санчурский тракт. От перекрёстка с улицами Дружбы и Западной.

## Проезды
- 40-летия Октября. В микрорайоне № 8.
- 1-й Артёма. В микрорайоне Тарханово.
- 2-й Артёма. В микрорайоне Тарханово.
- 1-й Вишнёвый. Начинается от перекрёстка с улицей Лебедева, заканчивается перекрёстком с улицей Энгельса.
- 2-й Вишнёвый. Начинается от перекрёстка с улицей Лебедева, заканчивается перекрёстком с улицей Энгельса.
- 1-й Гайдара. Начинается от перекрёстка с переулком 8-го Марта, заканчивается перекрёстком с переулком Тельмана.
- 2-й Гайдара. Начинается от перекрёстка с переулком 8-го Марта, заканчивается перекрёстком с переулком Тельмана.
- 3-й Гайдара. Начинается от перекрёстка с переулком 8-го Марта, заканчивается перекрёстком с переулком Тельмана.
- 4-й Гайдара. Начинается от перекрёстка с переулком 8-го Марта, заканчивается перекрёстком с переулком Тельмана.
- Дзержинского. Начинается от перекрёстка с переулком Ушакова, заканчивается перекрёстком с переулком Циолковского.
- Димитрова. В микрорайоне № 8.
- 1-й Добролюбова. Начинается от перекрёстка с переулком Московским, заканчивается перекрёстком с улицей Авиации.
- 2-й Добролюбова. В микрорайоне Ремзавод.
- 1-й Зои Космодемьянской. В микрорайоне Черновка.
- 2-й Зои Космодемьянской. Начинается от перекрёстка с улицей Авиации.
- 3-й Зои Космодемьянской. В микрорайоне Ремзавод.
- Какшан. Начинается от улицы Степана Разина, заканчивается перекрёстком с улицей Луначарского.
- 1-й Карла Либкнехта. Начинается от перекрёстка с переулком Карла Либкнехта, заканчивается перекрёстком с переулком Сосновым.
- 2-й Карла Либкнехта. Начинается от перекрёстка с переулком Карла Либкнехта, заканчивается перекрёстком с переулком Сосновым.
- 3-й Карла Либкнехта. Начинается от перекрёстка с переулком Карла Либкнехта, заканчивается перекрёстком с переулком Сосновым.
- 4-й Карла Либкнехта. Начинается от перекрёстка с переулком Карла Либкнехта, заканчивается перекрёстком с переулком Сосновым.
- 1-й Кирпичный. Начинается от перекрёстка с улицей Кирпичной, заканчивается перекрёстком с проездом Нагорным.
- 2-й Кирпичный. Начинается перекрёстком с улицей Кирпичной, заканчивается перекрёстком с улицей Профсоюзной.
- Кокшайский. Начинается от перекрёстка с улицей Советской в районе Юбилейной площади, на границе г. Йошкар-Олы переходит в Кокшайский тракт.
- Котовского. Заканчивается перекрёстком с улицей Машиностроителей.
- 1-й Куйбышева. Начинается от перекрёстка с улицей Димитрова.
- 2-й Куйбышева. Начинается от перекрёстка с переулком Ушакова, заканчивается перекрёстком с переулком Циолковского.
- 1-й Моторный. В микрорайоне Ремзавод.
- Мышино. В микрорайоне Мышино.
- 2-й Мышино. В микрорайоне Мышино.
- Нагорный. Начинается перекрёстком с улицей Энгельса, заканчивается перекрёстком со 2-м Кирпичным проездом.
- 1-й Олега Кошевого. В микрорайоне Северный.
- 2-й Олега Кошевого. В микрорайоне Северный.
- Прибрежный. Начинается от Витаминного переулка.
- Профсоюзный. Начинается от 1-го Вишнёвого проезда, заканчивается перекрёстком с Нагорным проездом.
- 1-й Речной. Начинается от перекрёстка с переулком Юности, заканчивается перекрёстком с улицей Труда.
- 2-й Речной. Начинается от перекрёстка с переулком Юности.
- 1-й Спортивный. В микрорайоне «Тарханово».
- 2-й Спортивный. В микрорайоне Тарханово.
- 1-й Транспортный. В микрорайоне Тарханово.
- 2-й Транспортный. В микрорайоне Тарханово.
- 3-й Транспортный. В микрорайоне Тарханово.
- 4-й Транспортный. В микрорайоне Тарханово.
- Ушакова. Начинается от перекрёстка с переулком Ушакова, заканчивается перекрёстком с переулком Циолковского.
- 1-й Фестивальный. Начинается от перекрёстка с переулком Фестивальным, заканчивается перекрёстком с переулком Брестским.
- 2-й Фестивальный. В микрорайоне № 8.
- Циолковского. Начинается от перекрёстка с переулком Ушакова, заканчивается перекрёстком с переулком Циолковского.
- Элеваторный. Начинается перекрёстком с улицей Складской, заканчивается перекрёстком с улицей Строителей.

## Переулки
- 8 Марта. Начинается от перекрёстка с переулком Тельмана, заканчивается перекрёстком с улицей 8-го Марта.
- Авиации. Начинается от перекрёстка с улицей Добролюбова, заканчивается перекрёстком с улицей Павленко.
- Брестский. Начинается от перекрёстка с улицей Фестивальной, заканчивается перекрёстком с улицей Куйбышева.
- Витаминный. Заканчивается от перекрёстка с 3-м Чайкиной переулком.
- Водопроводный. Начинается от перекрёстка с улицей Советской, заканчивается перекрёстком с улицей Волкова.
- Гастелло. Начинается от перекрёстка с улицей Луговой, заканчивается перекрёстком с улицей Некрасова.
- Голикова. Начинается от перекрёстка с улицей Клары Цеткин, заканчивается перекрёстком с улицей Луначарского.
- Грибоедова. Начинается от перекрёстка с улицей Некрасова, заканчивается перекрёстком с улицей Серова.
- Дачный. Начинается от перекрёстка с улицей Тельмана, заканчивается перекрёстком с улицей 8-го Марта.
- Жуковского. Начинается от перекрёстка с улицей Маяковского, заканчивается перекрёстком с улицей Орая.
- Заводской. Начинается от перекрёстка с бульваром Победы, заканчивается перекрёстком с улицей Суворова.
- Карла Либкнехта. Начинается от перекрёстка с улицей Гайдара, заканчивается перекрёстком с улицей 8-го Марта.
- Карла Маркса. Начинается от перекрёстка с улицей Льва Толстого, заканчивается перекрёстком с улицей Пролетарской.
- 1-й Коммунальный. Начинается от перекрёстка с улицей Труда, заканчивается перекрёстком с улицей Коммунальной.
- 2-й Коммунальный . Начинается от перекрёстка с улицей Труда, заканчивается перекрёстком с улицей Коммунальной.
- Комсомольский. Начинается от перекрёстка с улицей Некрасова, заканчивается перекрёстком с улицей Серова.
- Кулибина. Начинается перекрёстком с переулком Циолковского, заканчивается перекрёстком с улицей Ползунова.
- Ладыгина. Начинается от перекрёстка с улицей Демьяна Бедного, заканчивается перекрёстком с улицей Ползунова.
- 1-й Луговой. Начинается от перекрёстка с улицей Грибоедова, заканчивается перекрёстком с улицей Волкова.
- 2-й Луговой. Начинается от перекрёстка с улицей Чапаева, заканчивается перекрёстком с улицей Тимирязева.
- Льва Толстого. Начинается от перекрёстка с улицей Советской, заканчивается перекрёстком с улицей Волкова.
- Машиностроителей. Заканчивается перекрёстком с улицей Суворова.
- Мельничный[3].
- Молодёжный. Начинается от перекрёстка с улицей Спортивной и 2-го Спортивного проезда, заканчивается перекрёстком с улицей Молодёжной.
- Московский. Начинается от перекрёстка с 1-м проездом Добролюбова, заканчивается перекрёстком с улицей Моторной.
- Некрасова. Начинается от перекрёстка с улицей Волкова, заканчивается перекрёстком с улицей Тимирязева.
- Новый. Начинается от перекрёстка с улицей Школьной.
- Первомайский. Начинается от перекрёстка с улицей Чехова, заканчивается перекрёстком с улицей Красноармейской.
- 1-й Песчаный. В микрорайоне Тарханово.
- 2-й Песчаный. Заканчивается перекрёстком с улицей Транспортной.
- Пионерский. Начинается от перекрёстка с улицей Некрасова, заканчивается перекрёстком с улицей Водопроводной[4].
- Ползунова. Начинается от перекрёстка с улицами Демьяна Бедного и Подольских курсантов, заканчивается перекрёстком с улицей Ползунова.
- Пролетарский. Начинается от перекрёстком с улицей Набережной, заканчивается перекрёстком с улицей Вознесенской.
- Розы Люксембург. Начинается от перекрёстка с улицей Тельмана, заканчивается перекрёстком с улицей 8-го Марта.
- Севастопольский. Начинается от перекрёстка с улицей Севастопольской, заканчивается перекрёстком с улицей Зои Космодемьянской.
- Северный. Заканчивается перекрёстком с переулком Серафимовича.
- Серафимовича. 2 участка: начинается от перекрёстка с улицей Серафимовича, заканчивается перекрёстком с переулком Молодёжным; начинается от перекрёстка с улицей Молодёжной, заканчивается перекрёстком с улицей Северной.
- Советский. Начинается от перекрёстка с улицей Луговой, заканчивается перекрёстком с улицей Некрасова.
- Сосновый. Начинается от перекрёстка с улицей Гайдара, заканчивается перекрёстком с 1-м проездом Карла Либкнехта.
- Тарханово. Продолжение улицы Тарханово.
- Тельмана. Начинается от перекрёстка с улицей Семенюка, заканчивается перекрёстком с улицей 8-го Марта.
- Троицкий. Начинается от перекрёстка с Воскресенской набережной, заканчивается перекрёстком с улицей Вознесенской. До 2008 г. — Анисимовский переулок. До 1919 г. — Троицкий переулок.
- Трудовой. Начинается от перекрёстка с улицей Речной, заканчивается перекрёстком с улицей Северной.
- Ушакова. Начинается от перекрёстка с улицей Фестивальной, заканчивается перекрёстком с улицей Куйбышева.
- Фестивальный. Начинается от перекрёстка с улицей Фестивальной, заканчивается перекрёстком с 1-й Фестивальным проездом.
- 1-й Чайкиной. Начинается от перекрёстка с улицей Панфилова.
- 2-й Чайкиной. Начинается от перекрёстка с улицей Панфилова.
- 3-й Чайкиной. Начинается от перекрёстка с улицами Панфилова и Луначарского.
- Циолковского. Начинается от перекрёстка с улицей Фестивальной, заканчивается перекрёстком с улицей Кулибина.
- Шабдара. Заканчивается перекрёстком с улицей Пионерской.
- Школьный. Начинается от перекрёстка со 2-м Транспортным проездом, заканчивается перекрёстком с переулком Новым.
- Юности. Начинается от перекрёстка с улицей Речной, заканчивается перекрёстком с улицей Спортивной.
- Яблочкова. Заканчивается перекрёстком с улицей Димитрова.

## Слободы
- Архангельская. Между бульваром Чавайна, Воскресенской набережной и улицей Чернышевского.
- Красноармейская. Начинается от перекрёстка с улицей Красноармейской, заканчивается перекрёстком с улицей Водопроводной. До 1919 г. — Вознесенская слобода.

## Улицы
| # А Б В Г Д Е Ё Ж З И Й К Л М Н О П Р С Т У Ф Х Ц Ч Ш Щ Э Ю Я |

### #
- 222-го артполка. В микрорайоне «Звёздный».
- 2-й км Сернурского тракта.
- 40-летия Октября. Начинается перекрёстком с улицей Дружбы, заканчивается перекрёстком с улицей Баумана.
- 70-летия Вооружённых сил СССР. Начинается перекрёстком с переулком Витаминным, заканчивается перекрёстком с 1-й проездом Чайкиной. До 1988 г. — улица Панфилова.
- 8 Марта. Начинается перекрёстком с улицей Севастопольской, заканчивается перекрёстком с улицей Сосновой.

### А
- Авиации. Начинается от перекрёстка с улицей Зои Космодемьянской, заканчивается перекрёстком с улицей Мира.
- Алексея Тихонова. Начинается от перекрёстка с улицей Тельмана.
- Алёнкино. В микрорайоне «Алёнкино».
- Анникова. Начинается перекрёстком с улицами Баумана и Берёзово, заканчивается перекрёстком с улицей Западная.
- Анциферова. Начинается перекрёстком с улицами Гомзово и Дружбы, заканчивается перекрёстком с улицей Суворова. До 1979 г. — улица Рабочая.
- Арбана. В микрорайоне «Звёздный».
- Арматурная. Начинается перекрёстком с Кокшайским проездом, заканчивается перекрёстком с улицей Карла Маркса.
- Артёма. Начинается от перекрёстка с улицей Школьной.
- Архипова. Начинается от перекрёстка с улицей Анциферова.
- Архитектора Самсонова. Строящаяся. В микрорайоне «Звёздный». Заканчивается перекрёстком с улицей Никиткино.

### Б
- Баумана. Начинается от перекрёстка с улицей 40-летия Октября, заканчивается перекрёстком с улицами Лестрансхоза и Ломоносова.
- Белинского. Начинается от перекрёстка с улицей Павлова, заканчивается перекрёстком с улицей Кольцова.
- Берёзово. Начинается от перекрёстка с переулком Фестивальным, 1-й Фестивальным проездом и улицей Правды, заканчивается перекрёстком с улицей Ползунова.
- Больничная. Начинается от перекрёстка с улицей Серова, заканчивается перекрёстком с улицей Пролетарской.
- Большое Чигашево. Начинается от перекрёстка с Кокшайским проездом и Кокшайским трактом, заканчивается перекрёстком с улицей Крылова.

### В
- Вавилова. Начинается от перекрёстка с улицей Серова.
- Валентина Колумба. В микрорайоне «Звёздный».
- Васильева. Начинается от перекрёстка с улицей Строителей.
- Ватутина. Начинается от перекрёстка со 2-м Луговым переулком, заканчивается перекрёстком с улицей Водопроводной.
- Вашская. Начинается в Парке культуры и отдыха им. 400-летия Йошкар-Олы, заканчивается на перекрёстке с проспектом Гагарина и улицей Успенской. До 1974 г. — улица Свободы.
- Вишнёвая. Начинается на перекрёстке с улицей Лебедева, заканчивается на перекрёстке с улицей Энгельса.
- Владимира Мухина. Начинается от перекрёстка с улицей Гайдара, заканчивается перекрёстком с улицей Тельмана.
- Водопроводная. Начинается перекрёстком с улицей Петрова и Сернурским трактом, заканчивается перекрёстком с улицами Дружбы, Машиностроителей и Халтурина.
- Вознесенская. Начинается от перекрёстка с улицей Льва Толстого, заканчивается перекрёстком с Ленинским проспектом и улицей Карла Маркса. В 1919—2008 гг. — улица Карла Маркса.
- Воинов-интернационалистов. Начинается от перекрёстка с улицей Любови Шевцовой, заканчивается перекрёстком с улицей Эшкинина и Царьградским проспектом.
- Волкова. Начинается от перекрёстка со 2-м Луговым переулком, заканчивается перекрёстком с улицей Советской. До 1919 г. — Игнатьевская улица.
- Володарского. Начинается от перекрёстка с улицей Чкалова, заканчивается перекрёстком с улицей Машиностроителей.
- Володи Дубинина. Начинается от перекрёстка с улицей Земнухова.
- Восточная. В микрорайоне «Звёздный». Начинается от перекрёстка с улицей Валентина Колумба.

### Г
- Гайдара. Начинается от перекрёстка с улицей Сернурской, заканчивается перекрёстком с улицей Сосновой.
- Галавтеева. В микрорайоне «Звёздный».
- Гастелло. Начинается перекрёстком с улицей Луговой, заканчивается перекрёстком с улицами Серова и Тимирязева.
- Генерала Петропавловского. В микрорайоне «Звёздный».
- Героев Сталинградской битвы. Начинается от перекрёстка с улицами Мира и Ленинградской, заканчивается перекрёстком со 2-м Кирпичным проездом. До 1982 г. — улица Лесная.
- Герцена. Начинается от перекрёстка с улицами Панфилова и Суворова, заканчивается перекрёстком с улицами Репина и Соловьёва.
- Гоголя. Начинается от площади Гоголя и набережной Амстердам, заканчивается перекрёстком с улицей Волкова.
- Гомзово.
- Гончарова. Заканчивается перекрёстком с улицей Соловьёва и Кокшайским проездом.
- Горького. Начинается от перекрёстка с улицей Советской, заканчивается перекрёстком с улицей Комсомольской. До 1919 г. — Тихвинская улица.
- Грибоедова. Начинается перекрёстком со 2-й Луговым переулком, заканчивается перекрёстком с улицей Льва Толстого и переулком Карла Маркса.

### Д
- Демьяна Бедного. Начинается от перекрёстка с улицей Подольских курсантов и Транспортная, заканчивается перекрёстком с улицами Красноармейская и Ползунова.
- Данилина. Заканчивается перекрёстком с улицей Пролетарской.
- Дачная. Начинается от перекрёстка с улицей Тельмана, заканчивается перекрёстком с улицей и переулком Севастопольскими.
- Дендросада. В микрорайоне «Звёздный». Начинается от перекрёстка с улицей Никиткино, заканчивается перекрёстком с улицей Галавтеева.
- Деповская. Начинается от перекрёстка Кокшайского проезда с улицей Мосолова вдоль железнодорожной станции на северо-запад.
- 2-я Деповская. Начинается от перекрёстка с улицей Соловьёва, заканчивается перекрёстком с улицами Малое Чигашево и Ломоносова.
- Дзержинского. Начинается от перекрёстка с улицей Дружбы.
- Димитрова. Начинается от перекрёстка с улицами Фестивальная и Меримского, заканчивается перекрёстком с улицей Ползунова.
- Добролюбова. Начинается от перекрёстка с улицей Ленинградской, заканчивается перекрёстком с улицей Олега Кошевого.
- Достоевского. Начинается от перекрёстка с улицей Земнухова, заканчивается перекрёстком с улицей Олега Кошевого.
- Дружбы. Начинается от перекрёстка улиц Западной, Фестивальной и Санчурского шоссе, заканчивается перекрёстком с улицами Водопроводной, Машиностроителей и Халтурина.

### Е
- Егорова. В микрорайоне «Звёздный».
- Евсеева. В микрорайоне «Звёздный»[5].

### Ж
- Железнодорожная. Заканчивается перекрёстком с Кокшайским проездом.
- Жуковского. Начинается от перекрёстком с переулком Грибоедова, заканчивается перекрёстком с улицей Пионерской.

### З
- Западная[6]. Начинается от перекрёстка с улицами Дружбы, Фестивальной и Санчурским трактом, заканчивается перекрёстком с улицами Йывана Кырли и Строителей.
- Зарубина. Начинается от перекрёстка с проспектом Гагарина, заканчивается перекрёстком с улицей Свердлова.
- Звёздная. Начинается перекрёстком с улицей Мира.
- Зелёная. Начинается перекрёстком с Козьмодемьянским трактом, заканчивается перекрёстком с улицей Машиностроителей.
- Земнухова. Начинается перекрёстком с улицей Добролюбова, заканчивается перекрёстком с 3-й Целинной улицей.
- Зои Космодемьянской. Начинается перекрёстком с улицей Ленинградской, заканчивается перекрёстком с улицей Олега Кошевого.

### Й
- Йывана Кырли. Начинается от перекрёстка с Козьмодемьянским трактом и улицей Зелёной и от улицы Красноармейской, заканчивается перекрёстком с улицами Логинова (пгт. Медведево), Чернякова и Мышино.

### К
- Калинина. Начинается от перекрёстка с улицей Дружбы, заканчивается перекрёстком с переулком Брестским.
- Караваева. Начинается от перекрёстка с улицей Галавтеева, заканчивается перекрёстком с улицей Хутор Никиткино.
- Кармазина. Начинается от перекрёстка с улицей Тельмана, заканчивается на перекрёстке с улицей Черепанова (посёлок Знаменский).
- Карла Либкнехта. Начинается от перекрёстка с Сернурским трактом, заканчивается перекрёстком с Ленинским проспектом и улицей Лебедева.
- Карла Маркса. Начинается от перекрёстка с Ленинским проспектом и улицей Вознесенской, заканчивается перекрёстком с улицей Строителей и Кокшайским проездом.
- Кима Васина. В микрорайоне «Звёздный».
- Кирова. Начинается от перекрёстка с Ленинским проспектом, заканчивается перекрёстком с улицей Мира и бульваром Ураева.
- Кирпичная. Заканчивается перекрёстком с 2-м Кирпичным проездом.
- Клары Цеткин. В микрорайоне «Ширяйково».
- Кожино. Начинается от перекрёстка с улицами Ломоносова и Репина, заканчивается перекрёстком с улицей Крылова.
- Кольцова. Начинается от перекрёстка с улицей Соловьёва, заканчивается на перекрёстке с улицей Ломоносова.
- Комбрига Охотина. В микрорайоне «Звёздный».
- Коммунальная. Начинается от перекрёстка с улицей Речной, заканчивается перекрёстком с улицей Северной.
- Комсомольская. Начинается перекрёстком с улицей Луговой, заканчивается перекрёстком с Ленинским проспектом и площадью им. В. И. Ленина. До 1938 г. — улица Зарубина. До 1919 г. — Ярмарочная улица.
- Конакова. Начинается от перекрёстка с улицей Некрасова и Оршанским шоссе.
- Короленко. В микрорайоне «Свердлова».
- Котовского. Начинается от перекрёстка с улицей Серова, заканчивается перекрёстком с улицей Водопроводной.
- Красноармейская. Начинается от перекрёстка с улицей Вознесенская и Царьградским проспектом, заканчивается перекрёстком с улицей Йывана Кырли. До 1919 г. — Садовая улица.
- Краснофлотская. Начинается от перекрёстка с улицей Прохорова, заканчивается перекрёстком с улицей Машиностроителей.
- Кремлёвская. Начинается от перекрёстка с улицей Советской от площади Революции, заканчивается перекрёстком с улицами Осипенко и Рябинина. До 2008 г. — улица Коммунистическая. До 1919 г. — Кирпичная улица.
- Крылова. Начинается перекрёстком с улицей Соловьёва, заканчивается перекрёстком с улицей Чернякова.
- Куйбышева. Начинается перекрёстком с улицей Дружбы.
- Кулибина. Начинается перекрёстком с переулком Циолковского, заканчивается перекрёстком с улицей Ползунова.
- Кутрухина. Начинается от перекрёстка с улицей Героев Сталинградской битвы, заканчивается перекрёстком с улицей Мира. До 1965 г. — улица Внутриквартальная.
- Кутузова. Начинается от перекрёстка с улицей Чкалова, заканчивается перекрёстком с улицей Машиностроителей.

### Л
- Ладыгина. В микрорайоне «Гомзово», начинается от перекрёстка с улицей Демьяна Бедного.
- Лазо. Начинается от перекрёстка с улицей Зарубина.
- Лебедева. Начинается от перекрёстка с улицей Мира, заканчивается перекрёстком с Ленинским проспектом и улицей Карла Либкнехта. До 1975 г. — улица Кооперативная.
- Ленинградская. Начинается от Туруновского кладбища, заканчивается перекрёстком с улицами Мира и Героев Сталинградской битвы.
- Лермонтова. Заканчивается перекрёстком с улицей Кольцова.
- Лесная. В микрорайоне «Звёздный». Начинается от перекрёстка с улицей Галавтеева, заканчивается перекрёстком с улицей Хутор Никиткино.
- Лестранхоза.
- Лобачевского. Начинается от перекрёстка с Ленинским проспектом и улицей Эшпая, заканчивается перекрёстком с улицей Лестрансхоза.
- Логинова. Начинается от перекрёстка с Ленинским проспектом, заканчивается перекрёстком с улицей Зарубина.
- Ломоносова. Начинается от перекрёстка с улицей Карла Маркса, заканчивается перекрёстком с улицами Баумана и Лестрансхоза.
- Луговая. Начинается перекрёстком с улицей Чапаева, заканчивается перекрёстком с улицей Комсомольской.
- Луначарского. Заканчивается перекрёстком с улицей Панфилова и 2-м проездом Чайкиной.
- Льва Толстого. Начинается перекрёстком с улицей Набережной, заканчивается перекрёстком с улицей Больничной.
- Любови Шевцовой. Начинается перекрёстком с улицей Зои Космодемьянской.

### М
- Малиновая. Начинается перекрёстком с улицей Лебедева, заканчивается перекрёстком с улицей Энгельса.
- Малое Чигашево. Начинается от перекрёстка улиц 2-й Деповской и Ломоносова, заканчивается перекрёстком с улицей Строителей.
- Марка Евтюхина. Заканчивается перекрёстком с улицей Йывана Кырли.
- Маршала Жукова. Начинается перекрёстком с улицей Западная, заканчивается перекрёстком с улицей Куйбышева (бывшая улица Жданова).
- Матросова. Начинается от перекрёстка с улицей Зелёной, заканчивается перекрёстком с улицей Строителей.
- Машиностроителей. Начинается перекрёстком с улицами Водопроводной, Дружбы и Халтурина, заканчивается перекрёстком с улицей Чернякова. До 1957 г. — улица Ворошилова.
- Маяковского. Начинается перекрёстком с улицей Некрасова, заканчивается перекрёстком с Комсомольской площадью. До 1919 г. — Пограничная улица.
- Медицинская. Начинается от перекрёстка с улицей Карла Либкнехта, заканчивается перекрёстком с улицей Черепаново (п. Знаменский Медведевского района).
- Менделеева. Заканчивается перекрёстком с улицей Маяковского.
- Мендиярова. Начинается от перекрёстка с улицей 8-го Марта.
- Меримского. Начинается от перекрёстка с улицами Фестивальная и Димитрова, закачивается перекрёстком с улицей Западная.
- Мира. Начинается от перекрёстка с Казанским шоссе и улицей Звёздной, заканчивается перекрёстком с улицей Кирова и бульваром Ураева. До 1964 г. — Куярское шоссе.
- Мичмана Шаблатова. В микрорайоне «Звёздный».
- Мичурина. Начинается от перекрёстка с улицей Московской, заканчивается перекрёстком с улицей Любви Швецовой.
- Молодёжная. Начинается от перекрёстка с улицей Речной, заканчивается перекрёстком с улицей Транспортной.
- Московская. Начинается от перекрёстка с улицей Зои Космодемьянской, заканчивается перекрёстком с улицей Павленко.
- Мосолова. Заканчивается перекрёстком с Кокшайским проездом и улицей Деповской.
- Моторная. Начинается перекрёстком с улицей Ленинградской, заканчивается перекрёстком с улицей Авиации.
- Мышино. Начинается перекрёстком с Санчурским шоссе, заканчивается перекрёстком с улицами Логинова (пгт. Медведево), Йывана Кырли и Чернякова.

### Н
- Набережная. Начинается от перекрёстка с улицей Льва Толстого, заканчивается перекрёстком с улицей Красноармейской.
- Нагорная. Начинается от перекрёстка с улицей Лебедева, заканчивается перекрёстком с улицей Энгельса.
- Нахимова. Начинается перекрёстком с улицей Седова, заканчивается перекрёстком с улицей Зарубина.
- Некрасова. Начинается перекрёстком с улицей Чапаева, заканчивается перекрёстком с Оршанским шоссе и улицей Конакова.
- Никиткино. Начинается перекрёстком с улицей Мира, заканчивается перекрёстком с улицей Архитектора Самсонова.
- Николая Рыжова. Начинается перекрёстком с улицей 222-го Артполка.

### О
- Октябрьская. Начинается перекрёстком с улицей Прохорова, заканчивается перекрёстком с улицей Машиностроителей.
- Олега Кошевого. Начинается перекрёстком с улицами Сернурской и Севастопольской, заканчивается перекрёстком с улицей Павлика Морозова.
- Ольги Тихомировой.
- Олыка Ипая. Начинается перекрёстком с улицей Гайдара, заканчивается перекрёстком с улицей Тельмана.
- Орая. Начинается от перекрёстка с улицей Некрасова, заканчивается перекрёстком с улицей Чехова.
- Осипенко. Заканчивается перекрёстком с улицами Коммунистической и Рябинина.
- Островского. Начинается от перекрёстка с улицей Серова, заканчивается перекрёстком с улицей Водопроводной.
- Осыпа Тыныша. Начинается перекрёстком с улицей Тельмана, заканчивается перекрёстком с улицей Гайдара.

### П
- Павла Корчагина. Начинается перекрёстком с улицей Земнухова, заканчивается перекрёстком с улицей Сергея Тюленина.
- Павленко. Начинается перекрёстком с улицей Героев Сталинградской битвы, заканчивается перекрёстком с улицей Кирова'.
- Павлика Морозова. Начинается перекрёстком с улицей Земнухова.
- Павлова. Начинается перекрёстком с улицей Соловьёва, заканчивается перекрёстком с улицей Ломоносова.
- Палантая. Начинается перекрёстком с улицей Пушкина, заканчивается перекрёстком с улицей Панфилова.
- Панфилова. Начинается перекрётком с улицей Луначарского и 2-м проездом Чайкиной, заканчивается перекрёстком с улицами Герцена и Первомайской. До 1988 г. — переулок Панфилова.
- Пархоменко. Начинается от перекрёстка с улицей Успенской, заканчивается перекрёстком с улицей Суворова.
- Первомайская. Начинается от перекрёстка с улицей Некрасова, заканчивается перекрёстком с улицами Герцена и Панфилова. До 1938 г. — улица Комсомольская.
- Песчаная. Начинается от перекрёстка с улицей Транспортной, заканчивается перекрёстком с улицей Артёма.
- Петрова. Начинается перекрёстком с Ленинским проспектом, заканчивается перекрёстком с улицей Водопроводной и Сернурским трактом. До 1979 г. — улица Парковая.
- Пирогова. Начинается перекрёстком с улицей Прохорова, заканчивается перекрёстком с улицей Машиностроителей.
- Подольских курсантов. Начинается перекрёстком с улицей Машиностроителей, заканчивается перекрёстком с улицами Транспортной и Демьяна Бедного. До 1982 г. — улица Пролетарская.
- Ползунова. 2 участка: от улицы Подольских курсантов до перекрёстка с улицей Демьяна Бедного; от перекрёстка с улицами Красноармейская и Демьяна Бедного до перекрёстка с улицей Суворова и Козьмодемьянским трактом.
- Правды. Начинается от перекрёстка с улицей Фестивальной, заканчивается перекрётком с улицей Берёзово.
- Пржевальского. Заканчивается перекрёстком с улицей Машиностроителей.
- Пролетарская. Начинается перекрёстком с улицей Вознесенской, заканчивается перекрёстком с улицей Машиностроителей.
- Профсоюзная. Начинается перекрёстком с улицей Лебедева, заканчивается перекрёстком со 2-м Кирпичным проездом.
- Прохорова. Заканчивается перекрёстком с улицей Чернякова. До 1965 г. — улица Крайняя.
- Пугачёва. Начинается от перекрёстка с улицей Соловьёва.
- Пушкина. Начинается от перекрёстка с Воскресенской набережной и набережной Амстердам, заканчивается перекрёстком с Первомайской улицей.

### Р
- Радищева. Начинается перекрёстком с улицей Любви Швецовой, заканчивается перекрёстком с улицей Олега Кошевого.
- Репина. Начинается от перекрёстка с улицами Герцена и Суворова, заканчивается перекрёстком с улицами Кожино и Ломоносова.
- Речная. Заканчивается перекрёстком с улицей Коммунальной.
- Розы Люксембург. Начинается от перекрёстка с улицей Семенюка.
- Рябинина. Начинается от перекрёстка с улицами Коммунистической и Осипенко, заканчивается перекрёстком с улицей Суворова. До 1975 г. — улица Заводская.

### С
- Садовая. Начинается от перекрёстка с улицей Матросова, заканчивается перекрёстком с улицей Шумелёва.
- Свердлова. Начинается от улицы Машиностроителей и бульвара Победы (площади Победы), заканчивается перекрёстком с улицей Ползунова.
- Севастопольская. Начинается от перекрёстка с улицей Дачной и переулком Севастопольским.
- Северная. Заканчивается перекрёстком с улицей Коммунальной.
- Седова. Начинается перекрёстком с улицей Анциферова, заканчивается перекрёстком с улицей Красноармейской.
- Семенюка. Начинается перекрёстком с улицей Сернурской, заканчивается перекрёстком с улицей Карла Либкнехта.
- Серафимовича. Начинается перекрёстком с улицей Спортивной, заканчивается перекрёстком с улицей Молодёжной.
- Сернурская. Начинается перекрёстком с Сернурским трактом, заканчивается перекрёстком с улицами Тельмана и Олега Кошевого.
- Серова. Начинается от перекрёстка с улицей Чапаева, заканчивается перекрёстком с улицей Халтурина.
- Складская. Заканчивается перекрёстком с улицей Луначарского.
- Советская. Начинается от перекрёстка со 2-м Луговым переулком, заканчивается перекрёстком с улицей Яналова. До 1919 г. — Новопокровская улица.
- Соловьёва. Начинается от перекрёстка с улицей Гончарова и Кокшайским проездом, заканчивается перекрёстком с улицей Кольцова. До 1965 г. — улица Лесозаводская.
- Сомбатхей. В микрорайоне «Сомбатхей».
- Сосновая. Начинается от перекрёстка с улицей Гайдара, заканчивается перекрёстком с улицей 8-го Марта.
- Спортивная. Начинается от перекрёстка с улицей Речной, заканчивается перекрёстком с улицей Труда.
- Степана Разина. Начинается с перекрёстка с улицей Яналова и Кокшайским проездом и продолжается вдоль реки Малая Кокшага в микрорайоне «Ширяйково».
- Строителей. Начинается от перекрёстка с улицами Йывана Кырли и Западная, заканчивается в микрорайоне Чихайдарово.
- Суворова. Начинается от перекрёстка с улицами Герцена и Репина, заканчивается перекрёстком с улицей Ползунова и Козьмодемьянским трактом.

### Т
- Тарханово. В микрорайоне «Тарханово».
- Тельмана. Начинается перекрёстка с улицами Олега Кошевого и Сернурской, заканчивается перекрёстком с улицей Садовой п. Семёновка.
- Тимирязева. Начинается от перекрёстка с улицей Луговой, заканчивается перекрёстком с улицей Водопроводной.
- Тойдемара. В микрорайоне «Звёздный».
- Транспортная. Начинается от перекрёстка с улицами Демьяна Бедного и Подольских курсантов, заканчивается у садоводческого товарищества «Ветеран».
- Труда. Начинается перекрёстком с улицей Речной, заканчивается перекрёстком с улицей Северной.
- Тукая. Начинается от перекрёстка с улицей Звёздной, заканчивается перекрёстком с улицей Валентина Колумба.
- Тургенева. Начинается от перекрёстка с улицей Пугачёва, заканчивается перекрёстком с улицей Кольцова.
- Тюленина. Начинается перекрёстком с 1-м проездом Зои Космодемьянской, заканчивается перекрёстком с улицей Мира.

### У
- Успенская. Начинается от перекрёстка с проспектом Гагарина и улицей Вашской, заканчивается перекрёстком с улицей Лобачевского. До 2006 г. — улица Вашская. До 1974 г. — улица Свободы.

### Ф
- Фестивальная. Начинается от перекрёстка с Санчурским шоссе, улицами Дружбы и Строителей, заканчивается перекрёстком с улицей Йывана Кырли.
- Фонвизина. Начинается от перекрёстка с улицей Любви Швецовой.
- Фрунзе. Заканчивается перекрёстком с улицей Водопроводной.

### Х
- Халтурина. Начинается от перекрёстка с улицей Серова, заканчивается перекрёстком с улицами Водопроводной, Дружбы и Машиностроителей.
- Хасанова. Начинается перекрёстком с проспектом Гагарина, заканчивается перекрёстком с улицей Карла Маркса.
- Хутор Никиткино. В микрорайоне «Звёздный». Начинается от перекрёстка с улицей Архитектора Самсонова, заканчивается перекрёстком с улицей Караваева.

### Ц
- 2-я Целинная. Начинается перекрёстком с улицей Карла Либкнехта, заканчивается перекрёстком с улицей Земнухова.
- 3-я Целинная. В микрорайоне «Театральный».

### Ч
- Чайковского. Начинается перекрёстком с улицей Серова, заканчивается перекрёстком с улицей Водопроводной.
- Чапаева. Начинается перекрёстком со 2-м Луговым переулком, заканчивается перекрёстком с улицей Льва Толстого.
- Черновка. Начинается перекрёстком с переулком Севастопольским, заканчивается перекрёстком с улицей Карла Либкнехта.
- Чернышевского. Начинается перекрёстком с Воскресенской набережной, заканчивается перекрёстком с улицей Волкова. До 1919 г. — Рождественская улица.
- Чернякова. Начинается от перекрёстка с улицей Логинова (пгт. Медведево), Йывана Кырли и Мышино, заканчивается перекрёстком с улицами Терешковой (пгт. Медведево) и Машиностроителей.
- Черняховского. Начинается от перекрёстка с улицей Луговой, заканчивается перекрёстком с улицей Менделеева.
- Чехова. Начинается перекрёстком с улицей Набережной, заканчивается перекрёстком с улицей Осипенко.
- Чихайдарово. В микрорайоне «Чихайдарово».
- Чкалова. Начинается от перекрёстка с улицей Зелёной, заканчивается перекрёстком с улицей Строителей.

### Ш
- Шабдара. Начинается перекрёстком с улицей Серова, заканчивается перекрёстком с улицей Пролетарской.
- Шевченко. Начинается перекрёстком с улицей Серова, заканчивается перекрёстком с улицей Водопроводной.
- Шкетана. Начинается перекрёстком с улицей Анциферова.
- Школьная. Начинается перекрёстком с улицей Речной, заканчивается перекрёстком с улицей Труда.
- Шумелёва. Начинается перекрёстком с улицей Баумана, заканчивается перекрёстком с улицей Строителей.

### Щ
- Щорса. Начинается перекрёстком с улицей Седова.
- Щусева. Начинается перекрёстком с улицей Баумана, заканчивается перекрёстком с улицей Садовой.

### Э
- Энгельса. Начинается от Казанского тракта, заканчивается перекрёстком с улицей Кирпичной.
- Эшкинина. 2 участка: первый начинается перекрёстком с Ленинским проспектом и заканчивается перекрёстком с бульваром Чавайна и Воскресенским проспектом, второй начинается перекрёстком с бульваром Чавайна и заканчивается перекрёстком с Царьградским проспектом и улицей Воинов-интернационалистов. До 1979 г. — дамба.

### Я
- Яблочкова. Заканчивается перекрёстком с улицей Ползунова.
- Якова Эшпая. Начинается от перекрёстка с улицей Некрасова, заканчивается перекрёстком с Ленинским проспектом и улицей Лобачевского. До 1964 г. — улица Чавайна. До 1956 г. — улица Байдукова.
- Яна Крастыня. Заканчивается перекрёстком с улицей Прохорова.
- Яналова. Начинается от перекрёстка с улицей Степана Разина, заканчивается перекрёстком с проспектом Гагарина. До 1975 г. — улица Вокзальная.